# آدم الإلوري
آدم الإلوري (1336 - 1413 هـ / 1917 - 1992م)، هو عالم مسلم وباحث مؤرِّخ وداعية يوروباوي نيجيري.

## حياته
هو آدم بن عبد الباقي بن حبيب الله بن عبد الله الإلوري سمي بالإلوري نسبة إلى مدينة إلورين ولد في مدينة «وسا» (جمهورية بنين). تعلم القرآن الكريم على والده، ثم اتصل بالشيخ صالح في مدينة إبادان عام 1934م وتلقى على يديه الكثير من العلوم الشرعية واللغوية ليتوجه بعد ذلك إلى الشيخ عمر عام 1939م وقرأ عليه كثيرًا من الكتب الأدبية، أما علوم البلاغة والعروض فأخذها عن شيخه آدم نماج. أنشأ «مركز التعليم العربي الإسلامي» في مدينة أبكوتا عام 1935م، ثم نقله إلى حي أغيغي (Agege) بضاحية لاغوس، وأدار المركز أكثر من ربع قرن وكان يخطب ويلقي الدروس في جامع المركز والذي كان يحضره أكثر من 1200 مسلم

## آثاره
من آثاره:
- الفواكه الساقطة: تحتوي على أشعار مشهورة لدى أهل العلم بنيجيريا (جمع وترتيب وتصحيح).
- موجز تاريخ نيجيريا - بيروت 1385 هـ.
- الإسلام اليوم وغدا في نيجيريا - القاهرة 1405 هـ.[6]

كما صدر له عدد من المؤلفات في أغيغي - جميعها دون تاريخ، منها: «مصباح الدراسات الأدبية في الديار النيجيرية» - «لباب الأدب» بأقسامه الثلاثة (الشعر والكتابة والخطابة) - «المقطوعات الأدبية» - «تعريف الشعر العربي» - «تقريب اللغة العربية» - «تقريب النحو» - «شرح عيون اللاميات» - «دروس علم البلاغة»
كان الإلوري من العلماء الذين كان لهم اهتمام بالغ في تدوين التاريخ والآثار في بلاد يوروبا ومنهم أيضا مرتضى بن أبى بكر غاتا المعروف بابن المعلم فوق الغار.